# Turunç
Turunç is een Turkse badplaats aan de Egeïsche Zee met 2400 inwoners. Het ligt ter hoogte van het Griekse eiland Rhodos en ten zuiden van de badplaatsen Içmeler en Marmaris. Turunç heeft de European Blue Flag Award in ontvangst mogen nemen, een bewijs voor de ongerepte en onvervuilde staat van de baai.

## Geschiedenis
Het dorp is gesticht in de Osmaanse periode, de eerste bewoners waren de Yoruks uit het Taurusgebergte. Ze leefden vooral van moestuintjes en van de visvangst. Pas in 1983 werd Turunç uit haar isolement gehaald toen de elektriciteit werd aangelegd. Tot 1989 waren de wegen naar Turunç onverhard.

## Vervoer
Het dichtstbijzijnde vliegveld is Dalaman, op ongeveer 120 kilometer afstand. Het vliegveld van İzmir is op 285 kilometer gelegen. De badplaatsen Içmeler en Marmaris zijn bereikbaar per dolmuş, boot of taxi.